# Луїс Ернандес Родрігес
Луїс Ернандес Родрігес (ісп. Luis Hernández Rodríguez, нар. 14 квітня 1989, Мадрид) — іспанський футболіст, захисник ізраїльського клубу «Маккабі» (Тель-Авів).

## Ігрова кар'єра
Народився 14 квітня 1989 року в місті Мадрид. Вихованець футбольної школи клубу «Реал Мадрид». Виступав за третю та «резервну» команди, але до головної команди «вершкових» не пробився і у січні 2012 року перейшов у «Спортінг» (Хіхон), де теж спочатку грав за резервну команду.

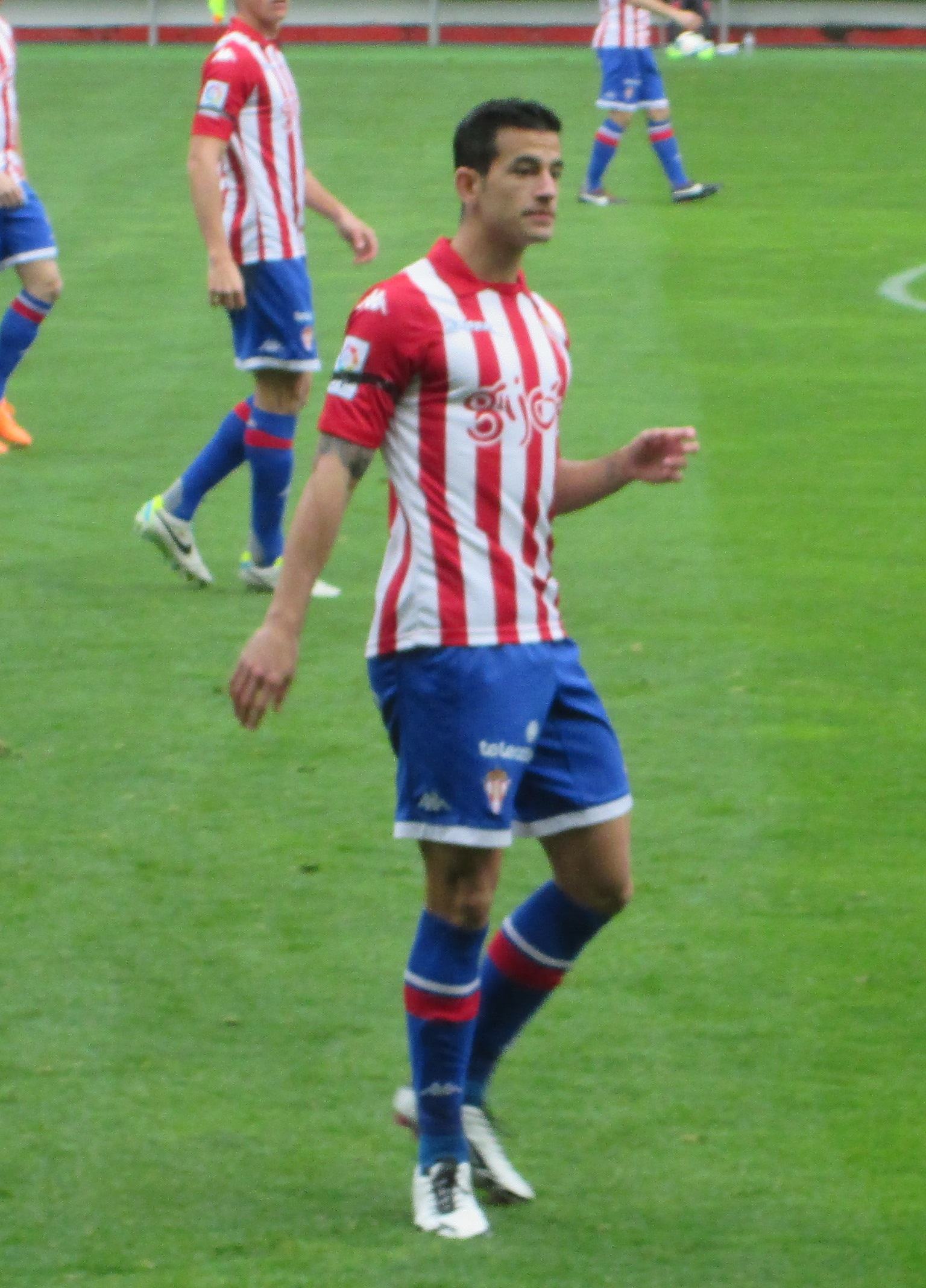
Луїс Ернандес під час виступів за «Спортінг» (Хіхон). 2014 рік.

2 вересня в матчі проти сантандерського «Расінга» (0:0) Луїс Ернандес дебютував за першу команду у Сегунді. 24 листопада 2013 року в поєдинку проти «Луго» Луїс забив свій перший і єдиний гол за клуб з Хіхона. У 2015 році він допоміг команді вийти в еліту і 23 серпня в матчі проти свого рідного клубу, мадридського «Реала» (0:0), Ернандес дебютував у Ла Лізі.
21 червня 2016 року після закінчення контракту Луїс приєднався у статусі вільного агента до англійського «Лестер Сіті», підписавши угоду на чотири роки. 13 серпня в матчі проти «Галл Сіті» (1:2) він дебютував в англійській Прем'єр-лізі.
Так і не загравши на «туманному альбіоні», на початку 2017 року Ернандес повернувся на батьківщину підписавши контракт з «Малагою». 27 січня в матчі проти «Осасуни» він дебютував за нову команду. 17 травня в поєдинку проти «Реал Сосьєдада» Луїс забив свій перший гол за «Малагу». У 2018 році вилетів з командою з Прімери, втім залишився виступати за клуб. 3 жовтня 2020 року разом із сімома іншими гравцями першої команди Луїс був звільнений з команди.
Через два дні, 5 жовтня, іспанець підписав річний контракт з ізраїльським «Маккабі» (Тель-Авів). Станом на 19 листопада 2020 року відіграв за тель-авівську команду 8 матчів у національному чемпіонаті.

## Статистика виступів

### Статистика клубних виступів
| Сезон              | Команда               | Чемпіонат          | Чемпіонат | Чемпіонат | Національний кубок | Національний кубок | Національний кубок | Континентальні кубки | Континентальні кубки | Континентальні кубки | Інші змагання | Інші змагання | Інші змагання | Усього | Усього |
| Сезон              | Команда               | Ліга               | Ігор      | Голів     | Ліга               | Ігор               | Голів              | Ліга                 | Ігор                 | Голів                | Ліга          | Ігор          | Голів         | Ігор   | Голів  |
| ------------------ | --------------------- | ------------------ | --------- | --------- | ------------------ | ------------------ | ------------------ | -------------------- | -------------------- | -------------------- | ------------- | ------------- | ------------- | ------ | ------ |
| 2016-січ.2017      | «Лестер Сіті»         | ПЛ                 | 4         | 0         | КА+КЛ              | -                  | -                  | ЛЧ                   | 4                    | 0                    | СА            | 1             | 0             | 9      | 0      |
| січ.-черв.2017     | «Малага»              | ПД                 | 19        | 1         | КІ                 | -                  | -                  | -                    | -                    | -                    | -             | -             | -             | 19     | 1      |
| 2017–18            | «Малага»              | ПД                 | 36        | 0         | КІ                 | 2                  | 0                  |                      | -                    | -                    |               | -             | -             | 38     | 0      |
| 2018–19            | «Малага»              | СД (ІІ)            | 24+2      | 0+1       | КІ                 | 0                  | 0                  |                      | -                    | -                    |               | -             | -             | 26     | 1      |
| 2019–20            | «Малага»              | СД (ІІ)            | 20        | 0         | КІ                 | -                  | -                  |                      | -                    | -                    |               | -             | -             | 20     | 0      |
| Усього за «Малагу» | Усього за «Малагу»    | Усього за «Малагу» | 102       | 2         |                    | 2                  | 0                  |                      | -                    | -                    |               | -             | -             | 104    | 2      |
| 2020–21            | «Маккабі» (Тель-Авів) | ПЛ                 | 3         | 0         | КІ                 | 0                  | 0                  | -                    | -                    | -                    | -             | -             | -             | 3      | 0      |
| Усього за кар'єру  | Усього за кар'єру     | Усього за кар'єру  | 109       | 2         |                    | 2                  | 0                  |                      | 4                    | 0                    |               | 1             | 0             | 116    | 2      |

## Титули і досягнення
- Володар Кубка Ізраїлю (1):

«Маккабі» (Тель-Авів): 2020-21